# Macropsis ganeshai
Macropsis ganeshai är en insektsart som beskrevs av Chandrasekhara A. Viraktamath 1996. Macropsis ganeshai ingår i släktet Macropsis och familjen dvärgstritar. Inga underarter finns listade i Catalogue of Life.